# Березівська сільська рада (Лубенський район)
Березівська сільська рада — колишній орган місцевого самоврядування у Лубенському районі Полтавської області з центром у c. Березівка.

## Населені пункти
Сільраді були підпорядковані населені пункти:
- c. Березівка
- c. Кревелівка
- c. Тотчине
- c. Шинківщина

## Населення
Згідно з переписом УРСР 1989 року чисельність наявного населення села становила 956 осіб, з яких 418 чоловіків та 538 жінок.
За переписом населення України 2001 року в селі мешкала 751 особа.

### Мова
Розподіл населення за рідною мовою за даними перепису 2001 року:
| Мова       | Відсоток |
| ---------- | -------- |
| українська | 98,16 %  |
| російська  | 1,58 %   |
| білоруська | 0,26 %   |